# Doris Bačić
Doris Bačić (* 23. Februar 1995 in Neum, Bosnien und Herzegowina) ist eine kroatisch-bosnisch-herzegowinische Fußballtorhüterin.

## Karriere

### Verein
Bačić startete ihre Karriere in der Nogometna Akademija Libertas Dubrovnik und wechselte von dort aus zum ŽNK Ombla Dubrovnik. Im Sommer 2011 verließ sie Dubrovnik und wechselte zum bosnischen Verein SFK 2000 Sarajewo, für den sie in der Qualifikation der UEFA Women’s Champions League spielte.
Im Sommer 2012 kehrte sie nach einem Jahr nach Kroatien zurück und spielt seitdem in der höchsten kroatischen Frauenliga 1. HNL für den ŽNK Osijek. Nach nur fünf Spielen in der 1. HNL für ŽNK Osijek, unterschrieb sie am 21. Juli 2013 für den Arsenal LFC. Nachdem sie beim Arsenal LFC ohne Einsatz geblieben war, wurde sie an den schwedischen Meister der Damallsvenskan, den FC Rosengård abgegeben. Im Sommer 2015 kehrte sie zum SFK 2000 Sarajewo zurück, bevor sie vom SC Sand verpflichtet wurde und am 20. Juli 2016 unterschrieb. Nach nur einen Monat löste sie ihren Vertrag bei Sand auf und kehrte zu SFK 2000 Sarajevo im August 2016 zurück. In Bosnien wiederum spielte sie bis Januar 2017 und verließ den Verein in Richtung Island, zum Zweitligisten Ungmennafélagið Einherji. Sie lief in 14 Spielen, in der 2. deild kvenna für Einherji auf, bevor sie am 1. September desselben Jahres, in Belgien's höchsten Spielklasse beim RSC Anderlecht unterschrieb. Am 1. August 2018 verkündete dann Juventus Turin die Verpflichtung, der 23-jährigen Torhüterin. Für diesen Verein spielte sie bis 2021, es folgten Stationen bei Sporting Lissabon (2021/2022) und FC Levante las Planas. Seit 2023 spielt sie in Neapel.

### Nationalmannschaft
Ihr A-Länderspieldebüt gab sie am 24. November 2011 in Den Haag bei der 0:2-Niederlage gegen die Auswahl der Niederlande. Zuvor bestritt sie sechs Länderspiele für die U-17- und drei für die U-19-Nachwuchsmannschaft.

## Erfolge
- Italienische Meisterschaft: 2018/19